# Borgolavezzaro
Borgolavezzaro – miejscowość i gmina we Włoszech, w regionie Piemont, w prowincji Novara.
Według danych na rok 2004 gminę zamieszkiwało 1879 osób, 89,5 os./km².